# Ніколаєв Олексій Борисович
Олексій Борисович Ніколаєв (рос. Алексей Борисович Николаев; нар. 1 березня 1990, Калінінград, РРФСР, СРСР) — білоруський борець вільного стилю, бронзовий призер чемпіонату Європи. Майстер спорту міжнародного класу з вільної боротьби.

## Життєпис
Боротьбою почав займатися з 2005 року. Перший тренер Нікітенков Валерій Леонідович. Вихованець Гродненської школи вищої спортивної майстерності.
Виступав за борцівський клуб з Гродна. Чемпіон Білорусі 2013 року. Тренер — Олег Гоголь. У збірній тренується в Жуматая Шубаєва.

## Спортивні результати на міжнародних змаганнях

### Виступи на Чемпіонатах Європи
| Змагання                         | Збірна   | Вагова категорія           | Місце  |
| -------------------------------- | -------- | -------------------------- | ------ |
| Чемпіонат Європи з боротьби 2016 | Білорусь | вільна боротьба, до 125 кг | Бронза |

### Виступи на інших змаганнях
| Змагання                                     | Збірна   | Вагова категорія           | Місце  |
| -------------------------------------------- | -------- | -------------------------- | ------ |
| Меморіал Вацлава Циолковського 2011          | Білорусь | вільна боротьба, до 120 кг | 15     |
| Київський Міжнародний турнір з боротьби 2012 | Білорусь | вільна боротьба, до 120 кг | 12     |
| Турнір Олександра Медведя 2012               | Білорусь | вільна боротьба, до 120 кг | 5      |
| Турнір Дмитра Коркіна 2012                   | Росія    | вільна боротьба, до 120 кг | 9      |
| Київський Міжнародний турнір з боротьби 2013 | Білорусь | вільна боротьба, до 120 кг | 11     |
| Турнір Олександра Медведя 2013               | Білорусь | вільна боротьба, до 120 кг | Бронза |
| Меморіал Вацлава Циолковського 2013          | Білорусь | вільна боротьба, до 120 кг | Срібло |
| Міжнародний турнір Дінмухамеда Кунаєва 2013  | Білорусь | вільна боротьба, до 120 кг | 4      |
| Турнір Олександра Медведя 2014               | Білорусь | вільна боротьба, до 125 кг | 10     |
| Меморіал Вацлава Циолковського 2014          | Білорусь | вільна боротьба, до 125 кг | Бронза |
| Вогні Москви 2014                            | Білорусь | вільна боротьба, до 125 кг | 5      |
| Турнір Олександра Медведя 2015               | Білорусь | вільна боротьба, до 125 кг | 9      |
| Перлина Македонії 2015                       | Білорусь | вільна боротьба, до 125 кг | Золото |
| Турнір Алі Алієва 2015                       | Білорусь | вільна боротьба, до 125 кг | 15     |
| Меморіал Вацлава Циолковського 2015          | Білорусь | вільна боротьба, до 125 кг | Срібло |
| Кубок Тахті 2016                             | Білорусь | вільна боротьба, до 125 кг | 6      |
| Гран-прі Парижа з боротьби 2016              | Білорусь | вільна боротьба, до 125 кг | 9      |
| Меморіал Вацлава Циолковського 2016          | Білорусь | вільна боротьба, до 125 кг | 16     |